# إينتشة صلاح سفلي
إينتشة صلاح سفلي (بالفارسية: اینچه‌صلاح سفلی) هي قرية تقع في أذربيجان الغربية في إيران. يقدر عدد سكانها بـ 167 نسمة .